# Manuel Mosquera
Manuel Mosquera (Yaviza, Provincia de Darién, Panamá, 14 de octubre de 1984) es un exfutbolista panameño. Jugó en la posición de delantero.

## Trayectoria
Manuel Mosquera es un delantero escurridizo pero efectivo dentro del área. Marcó su primer gol internacional el 19 de agosto de 2009 frente al Club de Fútbol Pachuca por la Concacaf Liga Campeones 2009-2010. 

## Selección nacional
Ha sido internacional con la Selección de fútbol de Panamá en una ocasión. Fue llevado a la Copa Uncaf 2009, disputada en Honduras, donde el conjunto panameño se adjudicó el título de campeón venciendo a la Selección de Costa Rica en la serie de penales.

### Participaciones en selección nacional
| Copa            | Sede     | Resultado | Partidos | Goles |
| --------------- | -------- | --------- | -------- | ----- |
| Copa Uncaf 2009 | Honduras | Campeón   | 1        | 0     |

## Clubes
| Club                | País     | Año       |
| ------------------- | -------- | --------- |
| Atlético Veragüense | Panamá   | 2005      |
| Árabe Unido         | Panamá   | 2006-2007 |
| Academia FC         | Colombia | 2007      |
| Árabe Unido         | Panamá   | 2008      |
| Rionegro Águilas    | Colombia | 2009      |
| Árabe Unido         | Panamá   | 2009-2010 |
| Plaza Amador        | Panamá   | 2011      |
| Árabe Unido         | Panamá   | 2012      |
| Plaza Amador        | Panamá   | 2012      |
| Victoria            | Honduras | 2013      |
| Río Abajo FC        | Panamá   | 2013-2016 |
| Atlético Veragüense | Panamá   | 2016-2017 |
| Azuero FC           | Panamá   | 2017-2018 |

## Palmarés
| Título                     | Club                | País     | Año    |
| -------------------------- | ------------------- | -------- | ------ |
| Primera División de Panamá | Árabe Unido         | Panamá   | 2008-C |
| Liga Panameña de Fútbol    | Árabe Unido         | Panamá   | 2010-C |
| Copa Uncaf                 | Selección de Panamá | Honduras | 2009   |

- Datos: Q5396544